# Calvin Austin
Calvin Austin III (Memphis, 24 marzo 1999) è un giocatore di football americano statunitense che milita nel ruolo di wide receiver per i Pittsburgh Steelers della National Football League (NFL).

## Carriera

### Pittsburgh Steelers
Al college Austin giocò a football a Memphis dal 2017 al 2021, venendo inserito per due volte nella formazione ideale dell'American Athletic Conference. Fu scelto dai Pittsburgh Steelers nel corso del quarto giro (138º assoluto) del Draft NFL 2022. Il 1º settembre 2022 fu inserito in lista infortunati. Dopo avere riaggravato il suo infortunio al piede, gli Steelers non sfruttarono la sua finestra di ritorno e decisero di inserirlo in lista infortunati per tutta la stagione il 26 ottobre.
Nel 2023 Austin riuscì a entrare nel roster attivo per l'inizio della stagione regolare. Nel terzo turno contro i Las Vegas Raiders segnò il suo primo touchdown su un passaggio da 72 yard del quarterback Kenny Pickett nella vittoria per 23–18. Nella settimana 16 contro i Cincinnati Bengals segnò il suo primo touchdown su corsa nella vittoria per 34–11. Chiuse la stagione con 17 ricezioni per 180 yard e 2 touchdown totali disputando tutte le 17 partite, di cui una come titolare. Nel suo debutto nei playoff, Austin segnò un touchdown su ricezione nella sconfitta per 31–17 contro i Buffalo Bills nel primo turno.
Il 22 settembre 2024 Austin ricevette un nuovo primato personale di 95 yard contro i Los Angeles Chargers. Il 28 ottobre segnò un touchdown su un ritorno di punt da 73 yard contro i New York Giants. Nella stessa partita andò a segno anche su ricezione, venendo premiato come miglior giocatore degli special team della AFC della settimana.